# Billy Talent (альбом)
Billy Talent — другий студійний альбом після Watoosh! канадського гурта Billy Talent виданий 16 вересня 2003 року на Atlantic Records. У січні 2007 року за даними Канадської асоціації компаній звукозапису став тричі платиновим.

## Список пісень
Автор музики і слів Billy Talent. 
| #   | Назва                   | Тривалість |
| --- | ----------------------- | ---------- |
| 1.  | «This Is How It Goes»   | 3:27       |
| 2.  | «Living in the Shadows» | 3:15       |
| 3.  | «Try Honesty»           | 4:13       |
| 4.  | «Line & Sinker»         | 3:37       |
| 5.  | «Lies»                  | 2:58       |
| 6.  | «The Ex»                | 2:40       |
| 7.  | «River Below»           | 2:59       |
| 8.  | «Standing in the Rain»  | 3:20       |
| 9.  | «Cut the Curtains»      | 3:50       |
| 10. | «Prisoners of Today»    | 3:53       |
| 11. | «Nothing to Lose»       | 3:38       |
| 12. | «Voices of Violence»    | 3:10       |

| Disc 2 – 10th anniversary edition reissue | Disc 2 – 10th anniversary edition reissue              | Disc 2 – 10th anniversary edition reissue |
| #                                         | Назва                                                  | Тривалість                                |
| ----------------------------------------- | ------------------------------------------------------ | ----------------------------------------- |
| 1.                                        | «This Is How It Goes» (demo)                           | 3:08                                      |
| 2.                                        | «Living in the Shadows» (demo)                         | 3:15                                      |
| 3.                                        | «Try Honesty» (demo)                                   | 4:05                                      |
| 4.                                        | «Line & Sinker» (live at Nova Rock Festival)           | 4:51                                      |
| 5.                                        | «Lies» (live acoustic)                                 | 3:05                                      |
| 6.                                        | «The Ex» (demo)                                        | 2:36                                      |
| 7.                                        | «River Below» (live at the Orange Lounge)              | 3:00                                      |
| 8.                                        | «Standing in the Rain» (live at Metalworks)            | 3:34                                      |
| 9.                                        | «Cut the Curtains» (demo)                              | 3:38                                      |
| 10.                                       | «Prisoners of Today» (demo)                            | 3:43                                      |
| 11.                                       | «Nothing to Lose» (live at Phillipshalle)              | 3:59                                      |
| 12.                                       | «Voices of Violence» (live at Norwegian Wood Festival) | 3:20                                      |

## Ключові особи
- Бенжамін Ковалевич — вокал
- Єн Ді'сей — гітара, вокал, дизайн обкладинки альбому
- Джонатан Галлант — басс гітара
- Арон Соловонюк — ударні

## Чарти
| Чарт                                         | Позиція |
| -------------------------------------------- | ------- |
| Австрія Austrian Albums (Ö3 Austria)         | 38      |
| Канада Canadian Albums (Billboard)           | 6       |
| Німеччина German Albums (Offizielle Top 100) | 97      |
| UK Albums[джерело?]                          | 124     |
| США Billboard 200                            | 194     |
| США Top Heatseekers Albums (Billboard)       | 11      |

## Сертифікації
| Регіон | Сертифікація  | Продажі  |
| --- | ------------- | -------- |
| Канада (Music Canada)                                                                                            | 4× Платиновий | 400 000  |
| Канада (Music Canada) 10th Anniversary Edition                                                                   | Золотий       | 40 000   |
| Німеччина (BVMI)                                                                                                 | Платиновий    | 200 000^ |
| Велика Британія (BPI)                                                                                            | Срібний       | 60 000   |
| ^відвантаження, що базуються лише на сертифікаціях · продажі+прослуховування, що базуються лише на сертифікаціях |               |          |

## Додатково
- Пісню «Line & Sinker» можна почути у фільмі 'Скейтбордисти' проте вона не увійшла до офіційного саундтеку до нього.